# Citrusdal
Citrusdal ist eine Stadt in der Lokalgemeinde Cederberg, im Distrikt West Coast der südafrikanischen Provinz Westkap. Die Stadt hat 7177 Einwohner (Stand: 2011). Sie liegt in 182 Metern Höhe über dem Meeresspiegel etwa 180 Kilometer nördlich von Kapstadt im Tal des Olifants River an der Nationalstraße N7 und am Fuß der Zederberge.
Die Stadt ist mit rund 100.000 Tonnen Zitrusfrüchten jährlich das Zentrum des Orangen- und Zitronen-Anbaus in der Region. Der Anbau von Zitrusfrüchten hat hier eine lange Tradition. Auf der Farm Hexrivier wächst der mit rund 250 Jahren älteste Orangenbaum Südafrikas. Nach wie vor trägt der Baum alljährlich Früchte. Ebenfalls wird hier mit großem Erfolg in den Gebieten Citrusdal Mountain und Citrusdal Valley Wein angebaut. Die Region ist eines der großen Weinbaugebiete in Südafrika.
Gegründet wurde die Stadt 1916 durch die Niederländisch-reformierte Kirche in Südafrika, den Stadtstatus erlangte sie im März 1957. Der Stadtname bezieht sich auf den Zitrusfruchtanbau, besonders Citrus aurantium oder Citrus sinensis, im Tal des Olifants River.

## Sehenswürdigkeiten
- Citrusdale Museum. Das Museum informiert über die historisch ansässigen Khoisan-Kulturen und die frühen europäischen Einwanderer
- Hot Springs

Die heißen Quellen (43 °C) von Citrusdal liegen etwa 16 Kilometer außerhalb. 1739 wurde die Lokalität erstmals im Schrifttum der Niederländischen Ostindien-Kompanie erwähnt.
- San Rock Paintings

Felszeichnungen der San in den umliegenden Bergen
- Wild Flowers

Im südafrikanischen Frühling (August bis September) überziehen bunte Blütenteppiche die Gegend
- Cederberg Wilderness Area, 71.000 Hektar (verwaltet von CapeNature)

Ausgangspunkt für Wanderungen und Fahrten durch die Zedernberge